# بوغنفيلاوية
البوغنفيلاوية (الاسم العلمي: Bougainvilleeae) هي قبيلة من النباتات تتبع فصيلة الشبية من الرتبة القرنفليات.

## أجناس البوغنفيلاوية
البوغنفيلية أو الجهنمية (الاسم العلمي:Bougainvillea)